# Горячий, Эдуард Николаевич
Эдуа́рд Никола́евич Горя́чий (род. 1936) — советский и белорусский актёр театра и кино, Заслуженный артист Беларуси (1995).

## Биография
Эдуард Горячий родился 19 октября 1936 года в Ярославле (по сведениям Леонида Морякова родился в Минске, а в Ярославле жил как беженец с 1941 по 1945 год).
В 1958 году окончил Белорусский государственный театрально-художественный институт. Работал в Белорусском республиканском театре юного зрителя.
Арестован 25 января 1962 года в здании театра. По данным следствия, с 1957 года читал и распространял среди друзей полученные из Москвы рукописные сборники и анекдоты: пародию на гимн СССР, прозу Павла Улитина («Табу», «Анти-Асаркан»). Осуждён 6 июня 1962 года за «антисоветскую агитацию» на 2 года исправительно-трудовых лагерей. В суде показал, «что был недоволен советской властью, считал, что социализм строится на угнетении личности, что советская промышленность построена на угнетении крестьян».
Этапирован в Дубравлаг Мордовской АССР (ст. Потьма), в лагерный пункт Явас (п/я 385—7). Освобождён 25 января 1964 года. Вернулся в Минск. Реабилитирован пленумом Верховного суда Беларуси 9 декабря 1983 года.
С апреля 1964-го по август 1965 года работал в Могилёвском областном драматическом театре. С осени 1965 года педагог Народного театра дворца культуры Минского тракторного завода. 
С 1966 года работает в Национальном академическом драматическом театре им. М. Горького.
В 1995 году актёру было присвоено почётное звание «Заслуженный артист Беларуси».
Эдуард Горячий выведен под собственным именем в романе Владимира Некляева «Автомат с газировкой с сиропом и без» (2012, на белорусском языке).

## Фильмография
- 1968 — Десятая доля пути — Зязюля
- 1972 — Идущие за горизонт — Витя Циппер, вертолётчик
- 1973 — Кортик — отец Генки
- 1974 — Неоткрытые острова — лейтенант милиции
- 1974 — Сергеев ищет Сергеева
- 1975 — Винтъ
- 1975 — Волчья стая — партизан-всадник
- 1975 — Долгие вёрсты войны — Шнайдер, пулемётчик
- 1976 — Венок сонетов
- 1976—1978 — Время выбрало нас
- 1978 — Антонина Брагина
- 1978 — Встреча в конце зимы
- 1978 — Расписание на послезавтра — сосед
- 1980 — Амнистия — врач психиатрической больницы
- 1980 — Третьего не дано — Семён Данилевич
- 1980—1988 — Государственная граница — расстрелянный эмигрант
- 1981 — Затишье — староста
- 1981—1984 — Полесская хроника — Харчев, чекист
- 1981 — Раскиданное гнездо
- 1982 — Апейка
- 1983 — Как я был вундеркиндом — друг дедушки
- 1985 — Друзей не выбирают
- 1988 — Мудромер — сотрудник вычислительной лаборатории
- 1989 — Его батальон — Денищик, старый пулемётчик
- 1990 — Плач перепёлки — Зазыба
- 1991 — Записки юного врача — Егорыч, больничный сторож
- 1993 — Я — Иван, ты — Абрам
- 1994 — Заколдованные — самогонщик
- 1994 — Эпилог — Иван Андреевич, известный писатель
- 1995 — Сын за отца
- 1998 — Убить лицедея
- 2003 — Территория сопротивления
- 2007 — Сынок